# سیج‌دیو
سیج برپایه اسطوره‌های مزدیسنا نام دیوی است. در بندهش دربارهٔ او آمده‌است: «سیج آن دروج‌است که نابودی آورد.»

## واژه‌شناسی
سیج در فارسی معنای خطر و نابودی، زوال و مایه هلاکت می‌دهد. این نام در پارسی میانه sēj آمده‌است و معنای خطر و گرفتاری می‌دهد.